# Karol Teutsch
Karol Teutsch (ur. 12 marca 1921 w Krakowie, zm. 25 listopada 1992 w Warszawie) – polski skrzypek i dyrygent. 

## Życiorys
Pochodził z rodziny o bogatych tradycjach muzycznych. Był wnukiem solisty w Konserwatorium w Bukareszcie i synem dyrektora orkiestry Opery Wiedeńskiej, a także Lwowskiej.
W latach 1945–1959 był dyrektorem artystycznym i solistą Orkiestry Krakowskiej, a także należał do zespołu orkiestry kameralnej. Od 1959 pierwszy skrzypek w Filharmonii Narodowej w Warszawie. Dyrektor artystyczny i dyrygent zespołu Kameralistów Filharmonii Narodowej. Koncertował w wielu krajach Europy, Ameryki, Australii i Oceanii. W latach 1983–1984 dyrygował gościnnie w Filharmonii w Gdańsku.
Do 1992 kierował Wrocławską Orkiestrą Kameralną "Leopoldinum". Nagrana w 1989 z tym zespołem płyta La Grande Sarabande de Haendel została wznowiona w 1996. Jej fragmenty wykorzystano w muzycznych filmach poświęconych barokowi w muzyce: Le Baroque inspire i Le Cinéma.